# Axiogynodiastylis
Axiogynodiastylis är ett släkte av kräftdjur. Axiogynodiastylis ingår i familjen Gynodiastylidae.
Kladogram enligt Catalogue of Life:
| Axiogynodiastylis | \| \| Axiogynodiastylis fimbriata \| \| \| \| \| \| Axiogynodiastylis kopua \| \| \| \| |
|                   | \| \| Axiogynodiastylis fimbriata \| \| \| \| \| \| Axiogynodiastylis kopua \| \| \| \| |
|                   | Allodiastylis                                                                           |
|                   |                                                                                         |
|                   | Dicoides                                                                                |
|                   |                                                                                         |
|                   | Gynodiastylis                                                                           |
|                   |                                                                                         |
|                   | Haliana                                                                                 |
|                   |                                                                                         |
|                   | Sheardia                                                                                |
|                   |                                                                                         |
|                   | Zimmeriana                                                                              |
|                   |                                                                                         |
|                   | Axiogynodiastylis fimbriata                                                             |
|                   |                                                                                         |
|                   | Axiogynodiastylis kopua                                                                 |
|                   |                                                                                         |

|  | Axiogynodiastylis fimbriata |
|  |                             |
|  | Axiogynodiastylis kopua     |
|  |                             |